# Chemistry Europe
Chemistry Europe (bis 2020 ChemPubSoc Europe) ist der Zusammenschluss von 16 Fachverbänden aus 15 europäischen Ländern, die rund 75,000 Chemiker vertreten.
Chemistry Europe gibt zu einer breiten Themenpalette verschiedene Fachzeitschriften heraus.
Die Gesellschaft Deutscher Chemiker initiierte die Gründung der Chemistry Europe im Jahr 1995. Die erste herausgegebene Zeitschrift war 1995 Chemistry – A European Journal. 1998 folgten European Journal of Inorganic Chemistry und European Journal of Organic Chemistry
2015 wurde das Chemistry Europe Fellows Program gestartet, als höchste europäische Auszeichnung für Chemiker.

## Mitglieder
Die 16 Europäischen Mitgliedsgesellschaften sind
- Gesellschaft Österreichischer Chemiker (GÖCH), Österreich
- Société Royale de Chimie (SRC), Belgien
- Koninklijke Vlaamse Chemische Vereniging (KVCV), Belgien
- Česká společnost chemická (ČSCH), Tschechien
- Société Chimique de France (SCF), Frankreich
- Gesellschaft Deutscher Chemiker (GDCh), Deutschland
- Association of Greek Chemists (EEX), Griechenland
- Magyar Kémikusok Egyesülete (MKE), Ungarn
- Società Chimica Italiana (SCI), Italy
- Koninklijke Nederlandse Chemische Vereniging (KNCV), Niederlande
- Polskie Towarzystwo Chemiczne (PTChem), Polen
- Sociedade Portuguesa de Química (SPQ), Portugal
- Slovenská Chemická Spoloćnosť (SCHS), Slowakei
- Real Sociedad Española de Química (RSEQ), Spanien
- Svenska Kemistsamfundet (SK), Schweden
- Schweizerische Chemische Gesellschaft (SCG), Schweiz

## Zeitschriften
Die folgenden Zeitschriften werden herausgegeben und durch den Verlag Wiley-VCH produziert: Chemistry – A European Journal, European Journal of Organic Chemistry, European Journal of Inorganic Chemistry, Chemistry—Methods, Batteries & Supercaps, ChemBioChem, ChemCatChem, ChemElectroChem, ChemMedChem, ChemPhotoChem, ChemPhysChem, ChemPlusChem, ChemSusChem, ChemSystemsChem, ChemistrySelect, ChemistryOpen und ChemistryViews ein Online-Magazin.